# 布然卡 (伊瓦尼奇區)
50°45′12″N 24°7′7″E / 50.75333°N 24.11861°E
布然卡（烏克蘭語：Бужанка），是烏克蘭的村落，位於該國西部沃倫州，由沃洛德米爾區負責管轄，始建於1545年，面積25.03平方公里，海拔高度211米，2001年人口787，人口密度每平方公里31.44人。